# 나메쓰촌
나메쓰촌(滑津村)은 후쿠시마현 니시시라카와군에 일찍이 존재했던 촌이다.

## 지리
현재의 나카지마촌의 북부에 위치한다.
촌은 아부쿠마 강 서쪽 기슭에 위치해 있다.
촌의 대부분은 평지로 이루어져 있다.

## 역사
- 1889년 4월 1일 - 정촌제 시행에 의해 2촌이 합병해 니시시라카와군 나메쓰촌이 성립하였다.
- 1955년 1월 1일 - 요시코가와촌과 합병해 나카지마촌이 성립하여, 동일 나메쓰촌이 폐지되었다.

## 오아자
- 나메쓰(滑津)
- 마쓰자키(松崎)

## 인구
- 1891년 1,359
- 1920년 1,691
- 1947년 3,108

## 참고문헌
- 角川日本地名大辞典編纂委員会『角川日本地名大辞典 7 福島県』、角川書店、1981年 ISBN 4-04-001070-1
- 日本加除出版株式会社編集部『全国市町村名変遷総覧』、日本加除出版、2006年 ISBN 4-8178-1318-0